# Noyan Dinçkal
Noyan Dinçkal (* 1969) ist ein deutscher Historiker.

## Leben
Nach dem Magisterexamen 1998 in Geschichte, Politikwissenschaften und Sozial- und Wirtschaftsgeschichte an der Ruhr-Universität Bochum war er von 1999 bis 2002 wissenschaftlicher Mitarbeiter am Zentrum Technik und Gesellschaft der TU Berlin. Nach der Promotion 2003 zum Dr. phil. an der TU Berlin war er von 2003 bis 2011 wissenschaftlicher Mitarbeiter am Lehrstuhl Technikgeschichte des Instituts für Geschichte der TU Darmstadt. Nach der Habilitation 2011 (Venia Legendi im Fach Neuere und Neueste Geschichte) an der TU Darmstadt ist er seit 2016 Professor für Europäische Wissens- und Kommunikationsgeschichte der Moderne an der Universität Siegen.

## Schriften (Auswahl)
- mit Jörg Lesczenski und Roland Schlenker: Historische Spuren vor Ort – Gelsenkirchen im Nationalsozialismus. Essen 1998.
- hg. mit Shahrooz Mohajeri: Blickwechsel. Beiträge zur Geschichte der Wasserversorgung und Abwasserentsorgung in Berlin und Istanbul. Berlin 2001.
- Istanbul und das Wasser. Zur Geschichte der Wasserversorgung und Abwasserentsorgung von der Mitte des 19. Jahrhunderts bis 1966. München 2004.
- hg. mit Christof Dipper und Detlev Mares: Selbstmobilisierung der Wissenschaft. Technische Hochschulen im „Dritten Reich“. Darmstadt 2010.
- Sportlandschaften – Sport, Raum und (Massen-)Kultur in Deutschland 1880–1930. Göttingen 2013.